# Lowell MacDonald
Pour les articles homonymes, voir MacDonald.
Lowell MacDonald (né le 30 août 1941 à New Glasgow en Nouvelle-Écosse) est un joueur professionnel canadien de hockey sur glace de la Ligue nationale de hockey. Il a joué de 1959 à 1978 au hockey aussi bien dans la LNH qu'en ligue mineure.

## Carrière de joueur
Lowell Mac Donald a commencé sa carrière au sein de la LNH au cours de la  saison 1961-1962 avec les Red Wings de Détroit avant de faire partie d'un échange en masse pour rejoindre les Maple Leafs de Toronto fin 1965. Au sein des Red Wings, il ne jouait quasiment pas et passait la majeure partie de son temps dans l'équipe affiliée en ligue mineure (Hornets de Pittsburgh).
Cependant, il n'a jamais foulé la glace des Maple Leafs car il fut choisi 1967 par les Kings de Los Angeles lors de l'expansion de la LNH.
Il effectue deux saisons aux Kings avant que les Penguins de Pittsburgh ne cherchent à l'acquérir durant l'été 1970 mais il se blesse au début de la saison 1970-1971 après seulement 10 matchs. Il reste indisponible toute cette saison et celle d'après afin de soigner son genou.
Lors de son retour au cours de la saison 1972-1973, il rejoint la Century Line avec Syl Apps, Jr. et  Jean Pronovost et reçoit même cette année-là le trophée Bill-Masterton récompensant son état d'esprit.
Il effectue six saisons au sein des Penguins mais est obligé d'arrêter en 1978 en raison d'une épaule douloureuse qui le lance depuis près de 2 ans.

## Statistiques
Pour les significations des abréviations, voir Statistiques du hockey sur glace.
| Saison     | Équipe                 | Ligue      |     | Saison régulière | Saison régulière | Saison régulière | Saison régulière | Saison régulière |    | Séries éliminatoires | Séries éliminatoires | Séries éliminatoires | Séries éliminatoires | Séries éliminatoires |
| Saison     | Équipe                 | Ligue      | PJ  | B                | A                | Pts              | Pun              | PJ               | B  | A                    | Pts                  | Pun                  |                      |                      |
| 1959-1960  | Tiger Cubs de Hamilton | AHO        | 48  | 17               | 19               | 36               | 0                | -                | -  | -                    | -                    | -                    |                      |                      |
| 1960-1961  | Red Wings de Hamilton  | AHO        | 48  | 26               | 28               | 54               | 0                | -                | -  | -                    | -                    | -                    |                      |                      |
| 1961-1962  | Red Wings de Hamilton  | AHO        | 50  | 46               | 39               | 85               | 0                | -                | -  | -                    | -                    | -                    |                      |                      |
| 1961-1962  | Red Wings de Détroit   | LNH        | 1   | 0                | 0                | 0                | 2                | -                | -  | -                    | -                    | -                    |                      |                      |
| 1962-1963  | Hornets de Pittsburgh  | LAH        | 41  | 20               | 19               | 39               | 4                | -                | -  | -                    | -                    | -                    |                      |                      |
| 1962-1963  | Red Wings de Détroit   | LNH        | 26  | 2                | 1                | 3                | 8                | 1                | 0  | 0                    | 0                    | 2                    |                      |                      |
| 1963-1964  | Hornets de Pittsburgh  | LAH        | 59  | 31               | 29               | 60               | 6                | 5                | 3  | 1                    | 4                    | 2                    |                      |                      |
| 1963-1964  | Red Wings de Détroit   | LNH        | 10  | 1                | 4                | 5                | 0                | -                | -  | -                    | -                    | -                    |                      |                      |
| 1964-1965  | Hornets de Pittsburgh  | LAH        | 59  | 16               | 20               | 36               | 10               | 2                | 0  | 0                    | 0                    | 0                    |                      |                      |
| 1964-1965  | Red Wings de Détroit   | LNH        | 9   | 2                | 1                | 3                | 0                | -                | -  | -                    | -                    | -                    |                      |                      |
| 1965-1966  | Oilers de Tulsa        | LCPH       | 57  | 33               | 25               | 58               | 4                | 11               | 5  | 4                    | 9                    | 0                    |                      |                      |
| 1965-1966  | Americans de Rochester | LAH        | 1   | 0                | 0                | 0                | 0                | -                | -  | -                    | -                    | -                    |                      |                      |
| 1966-1967  | Oilers de Tulsa        | LCPH       | 33  | 14               | 17               | 31               | 8                | -                | -  | -                    | -                    | -                    |                      |                      |
| 1967-1968  | Kings de Los Angeles   | LNH        | 74  | 21               | 24               | 45               | 12               | 7                | 3  | 4                    | 7                    | 2                    |                      |                      |
| 1968-1969  | Kings de Springfield   | LAH        | 9   | 6                | 9                | 15               | 0                | -                | -  | -                    | -                    | -                    |                      |                      |
| 1968-1969  | Kings de Los Angeles   | LNH        | 58  | 14               | 14               | 28               | 10               | 7                | 2  | 3                    | 5                    | 0                    |                      |                      |
| 1969-1970  | Kings de Springfield   | LAH        | 14  | 4                | 3                | 7                | 0                | 3                | 0  | 0                    | 0                    | 0                    |                      |                      |
| 1970-1971  | Penguins de Pittsburgh | LNH        | 10  | 0                | 1                | 1                | 0                | -                | -  | -                    | -                    | -                    |                      |                      |
| 1972-1973  | Penguins de Pittsburgh | LNH        | 78  | 34               | 41               | 75               | 8                | -                | -  | -                    | -                    | -                    |                      |                      |
| 1973-1974  | Penguins de Pittsburgh | LNH        | 78  | 43               | 39               | 82               | 14               | -                | -  | -                    | -                    | -                    |                      |                      |
| 1974-1975  | Penguins de Pittsburgh | LNH        | 71  | 27               | 33               | 60               | 24               | 9                | 4  | 2                    | 6                    | 4                    |                      |                      |
| 1975-1976  | Penguins de Pittsburgh | LNH        | 69  | 30               | 43               | 73               | 12               | 3                | 1  | 0                    | 1                    | 0                    |                      |                      |
| 1976-1977  | Penguins de Pittsburgh | LNH        | 3   | 1                | 1                | 2                | 0                | 3                | 1  | 2                    | 3                    | 4                    |                      |                      |
| 1977-1978  | Penguins de Pittsburgh | LNH        | 19  | 5                | 8                | 13               | 2                | -                | -  | -                    | -                    | -                    |                      |                      |
| Totaux LNH | Totaux LNH             | Totaux LNH | 506 | 180              | 210              | 390              | 92               | 30               | 11 | 11                   | 22                   | 12                   |                      |                      |